# Selección de fútbol de Chuuk
La selección de fútbol de Chuuk es el equipo representativo de dicho estado perteneciente a los Estados Federados de Micronesia.
Chuuk Participó de tres ediciones de los Juegos de la Micronesia. Su mejor campaña fue un subcampeonato en 2001.

## Partidos
| Fecha               | Ciudad  |       | Marcador | Oponente |
| ------------------- | ------- | ----- | -------- | -------- |
| 23 de julio de 2001 | Tomil   | Chuuk | 0-5      | Yap      |
| julio de 2001       | Tomil   | Chuuk | 2-1      | Pohnpei  |
| julio de 2001       | Tomil   | Chuuk | 0-0      | Yap      |
| 27 de julio de 2001 | Tomil   | Chuuk | 0-1      | Yap      |
| 25 de julio de 2014 | Palikir | Chuuk | 2-3      | Yap      |
| 26 de julio de 2014 | Palikir | Chuuk | 0-5      | Palaos   |
| 28 de julio de 2014 | Palikir | Chuuk | 2-3      | Pohnpei  |
| 29 de julio de 2014 | Palikir | Chuuk | 3-1      | Yap      |
| 23 de julio de 2018 | Gigil   | Chuuk | 2-4      | Yap      |
| 24 de julio de 2018 | Gigil   | Chuuk | 1-0      | Palaos   |
| 25 de julio de 2018 | Gigil   | Chuuk | 1-1      | Pohnpei  |
| 26 de julio de 2018 | Gigil   | Chuuk | 0-2      | Palaos   |

## Desempeño en competiciones
| Juegos de la Micronesia | Juegos de la Micronesia                 | Juegos de la Micronesia                 | Juegos de la Micronesia                 | Juegos de la Micronesia                 | Juegos de la Micronesia                 | Juegos de la Micronesia                 | Juegos de la Micronesia                 |
| Año                     | Resultado                               | PJ                                      | PG                                      | PE*                                     | PP                                      | GF                                      | GC                                      |
| ----------------------- | --------------------------------------- | --------------------------------------- | --------------------------------------- | --------------------------------------- | --------------------------------------- | --------------------------------------- | --------------------------------------- |
| 1969 a 1994             | El fútbol no fue incluido en los juegos | El fútbol no fue incluido en los juegos | El fútbol no fue incluido en los juegos | El fútbol no fue incluido en los juegos | El fútbol no fue incluido en los juegos | El fútbol no fue incluido en los juegos | El fútbol no fue incluido en los juegos |
| 1998                    | No participó                            | No participó                            | No participó                            | No participó                            | No participó                            | No participó                            | No participó                            |
| 2001                    | 2º                                      | 4                                       | 1                                       | 1                                       | 2                                       | 2                                       | 7                                       |
| 2014                    | 3º                                      | 4                                       | 1                                       | 0                                       | 3                                       | 7                                       | 12                                      |
| 2018                    | 4º                                      | 4                                       | 1                                       | 1                                       | 2                                       | 4                                       | 7                                       |
| Total                   | 3/4                                     | 12                                      | 3                                       | 2                                       | 7                                       | 13                                      | 26                                      |